# 厚岸郡
厚岸郡（日语：／ Akkeshi gun */?）為日本北海道釧路綜合振興局的郡，位於釧路綜合振興局東部。
郡名是來自阿伊努語的「at-kep-us-i」（有剝榆樹皮的地方）或是「at-kes-to」（榆樹下的湖泊）。

## 轄區
轄區包含2町：
- 厚岸町
- 濱中町

## 沿革

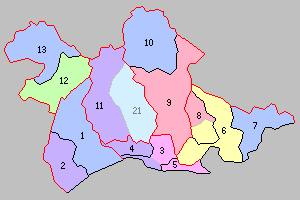
北海道一・二級町村制施行時厚岸郡下辖町村（6.厚岸町 7.滨中村 8.太田村 黄：厚岸町 赤：川上郡標茶町）

- 1869年8月15日：北海道設置11國86郡，釧路國厚岸郡成立。
- 1897年11月：北海道實施支廳制，釧路國厚岸郡隸屬釧路支廳之管轄，此時厚岸郡下轄厚岸市街、奔渡村、床潭村、末廣村、璃瑠蘭村、真龍村、別寒邊牛村、苫多村、榊町、濱中村、霧多布村、散布村、琵琶瀨村、後靜村、太田村。[1]（1市街14村）
- 1900年7月1日：厚岸市街、奔渡村、床潭村、末廣村、璃瑠蘭村、真龍村、別寒邊牛村、苫多村合併為厚岸町，並成為北海道一級町。（1町7村）
- 1906年4月1日：榊町、濱中村、霧多布村、散布村、琵琶瀨村、後靜村合併為濱中村，並成為北海道二級村。[2]（1町2村）
- 1919年4月1日：濱中村成為北海道一級村。
- 1923年4月1日：太田村成為北海道二級村。（1町2村）
- 1943年6月1日：北海道一級二級町村制廢止，太田村改為內務省指定村。
- 1946年10月5日：指定町村制廢止。
- 1955年4月1日：太田村廢除，南部被併入厚岸町，北部被併入川上郡標茶町。（1町1村）
- 1963年8月1日：濱中村改制為濱中町。（2町）